# モアナ・サーフライダー・ウェスティン・リゾート&スパ

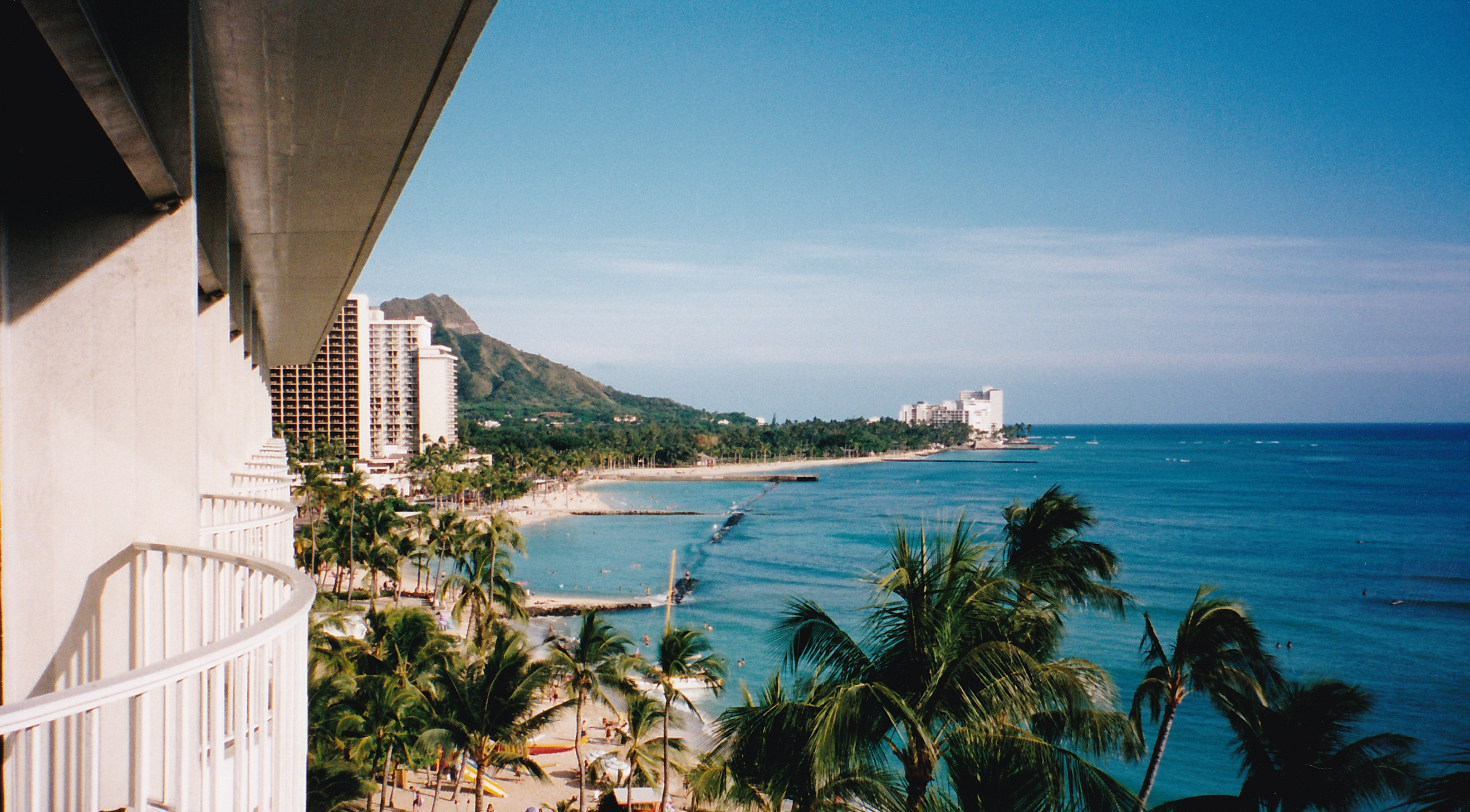
ベランダからダイアモンドヘッドを望む（1997年）

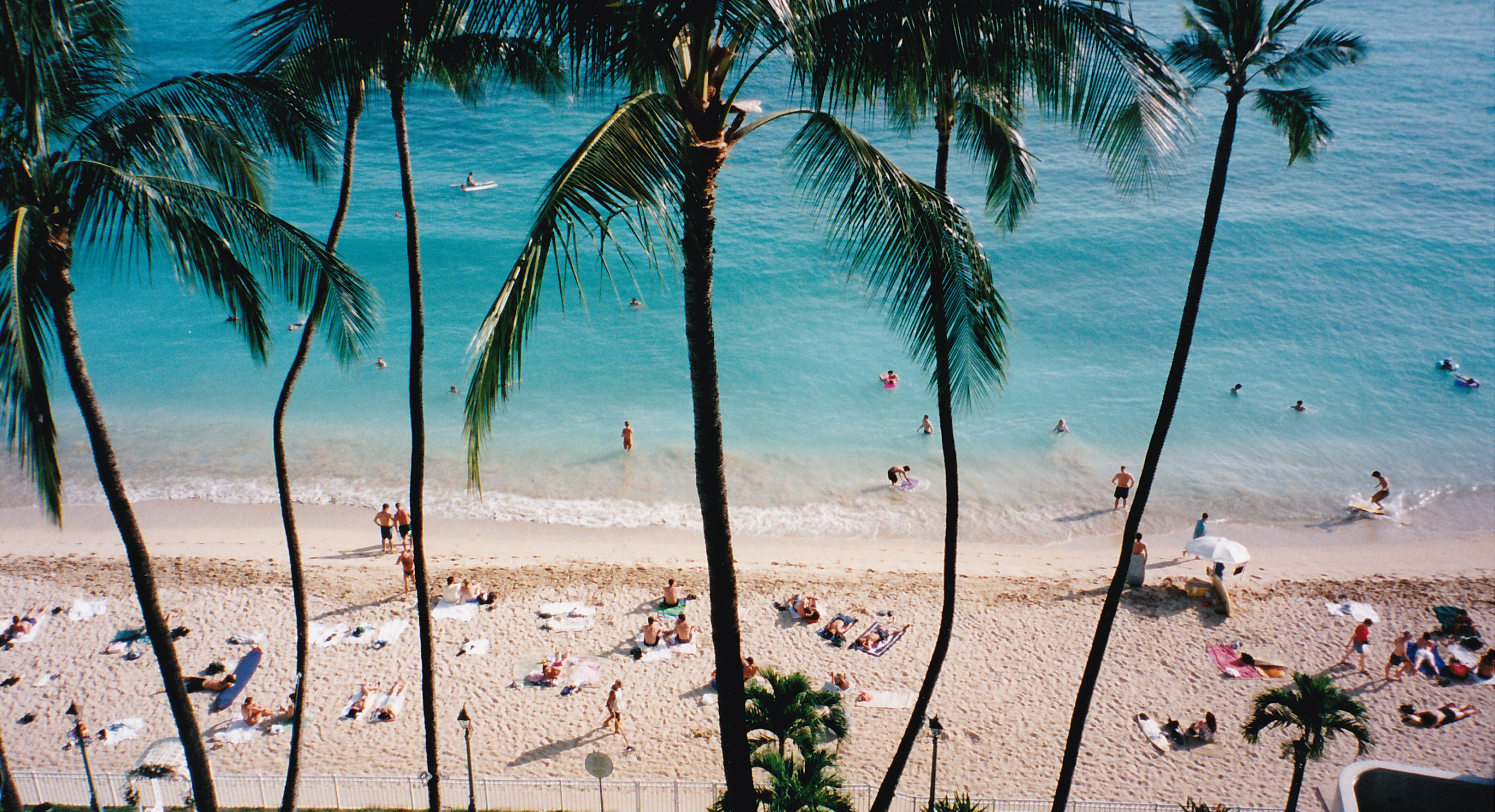
ベランダからのワイキキビーチの眺め（1997年）

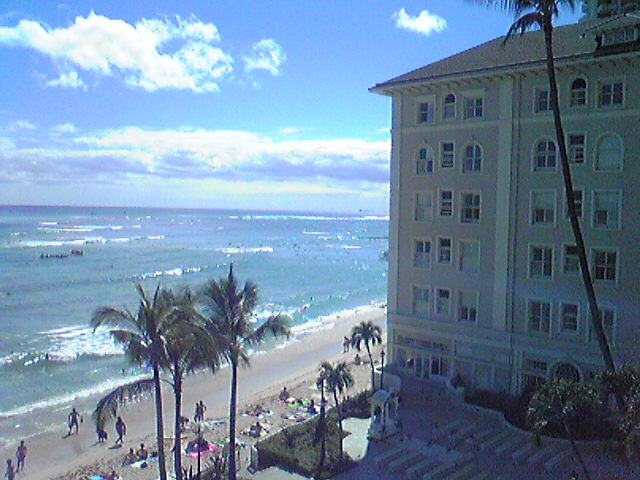
オーシャンフロントの客室からのワイキキビーチの眺め

モアナ・サーフライダー・ウェスティン・リゾート&スパ（英語：Moana Surfrider A Westin Resort and Spa）は、アメリカ合衆国のハワイ州、ホノルルにある高級ホテル。

## 歴史

### 開業
オアフ島の中心地であるホノルルのワイキキビーチ一帯の地主であったウォルター・ピーコックが、1896年に自分の別荘地にリゾートホテルの建設を計画し、オリバー･トラプハーゲンの設計の元に1901年に「モアナ･ホテル」として開業した。モアナ・ホテルは、ワイキキ地域で初の大型ホテルとなった。

### 「ワイキキのファーストレディ」
ワイキキビーチの中心地のビーチの目の前にあり、オーシャンフロントの客室とロビーなどからワイキキビーチとダイアモンド・ヘッドの景色を目前に見ることができる眺望の良さを誇る上、当時として最新の設備を誇った白い建物が「ワイキキのファーストレディ」と称され、同時期の1900年代から1920年代に建設された「ロイヤル・ハワイアン」や「ハレクラニ」と並ぶホノルルを代表する高級ホテルとなった。開業当時の建物は正面入口にある「ヒストリック・バニヤン・ウィング」として今でも使用されており、アメリカ合衆国国家歴史登録財やホノルル市の文化財にも指定されている。
しかしこのホテルはうまくゆかず、1905年にはアレクサンダー・ヤング（Alexander Young）に売られて、1910年にヤングが死亡すると「テリトリアル・ホテル・カンパニー」の傘下となり、大型客船やその後就航したパンアメリカン航空の飛行艇で、アメリカやイギリス領香港など世界各国からホノルルを訪れる旅行客によって利用された。大恐慌の時期に行き詰まり、1932年にはマトソン社が買収している。
第二次世界大戦時においてもアメリカ軍に接収されることなく、ワイキキビーチで唯一の民間の大型ホテルとして営業していた。1935年から1975年にかけて、モアナ・ホテルから有名なラジオ番組「ハワイコールズ」で波の音と共にハワイ音楽が米軍放送網に乗って放送されて、このホテルとその付近は米軍兵士のあこがれの休養地であり、日本でも戦後FENラジオで放送されて、日本のハワイ音楽の普及に役立っている。

### シェラトン傘下に
第二次世界大戦終結後にハワイがアメリカの州となった1959年には、アメリカの世界的ホテルチェーンである「シェラトン」に買収された。
さらに1963年には小佐野賢治率いる国際興業の子会社「京やカンパニー」によって、隣接する「サーフライダー」と「プリンセス・カイウラニ」の2つのホテルとともに買収された。ホテルはその後もシェラトンによって運営され、「シェラトン・モアナ・ホテル」として営業を続けた。
1987年から約2年の年月と60億円の予算をかけた改装工事が行われ、隣接して建てられていた「サーフライダー・ホテル」を吸収し「タワー・ウィング」とし、1989年に現在の「ヒストリック・バニヤン・ウィング」と「ダイヤモンド・ウィング」そして「タワー・ウィング」の3棟を擁する「シェラトン・モアナ・サーフライダー」となった（なおこの3棟は通路でつながっている）。その後2004年には「タワー・ウィング」の全面改装を行った。

### 現在
2007年には、「シェラトン」と同じく「スターウッド・ホテル&リゾート」傘下となっていた「ウェスティン」ブランドに変更され、「モアナ・サーフライダー・ウェスティン・リゾート&スパ」となった。
また2008年にはハワイアンスタイルのスパである「モアナ・ラニ・スパ」が開業した。

## 評価
ワイキキビーチの目前にあり、多くのビーチフロントやオーシャンビューの客室を持つ上に、ワイキキビーチにプライベートビーチエリアを持ち、ホテル内のプールエリアより直接ビーチに出ることができる。
また、カラカウア大通りのほぼ中央に位置し、周辺に多くのレストランやバー、ブティックがあるため、食事や買い物における利便性が高い。その一方で建物内は静粛が保たれている。
さらに、コンシェルジュやポーターなどのスタッフのサービスも高く評価されており、「コンデナスト・トラベラー」誌などの権威ある雑誌による調査では、しばしばホノルルのトップクラスのホテルに選ばれている。

## データ
- 所在地：2365 Kalakaua Avenue Honolulu, Hawaii 96815
- 建物：「ヒストリック・バニヤン・ウィング」、「ダイヤモンド・ウィング」、「タワー・ウィング」
- 部屋数：793室

## 施設

### レストラン
- 「ビーチハウス・アット・ザ・モアナ」
- 「ザ・ベランダ」
- 「ザ・バニヤン・コート」：コートヤードにある樹齢100年を超えるバニヤンツリーの下に位置する。
- 「ザ・ビーチ・バー」

### アクティビティ
- プール
- プライベートビーチエリア
- ヨットセーリング
- アウトリガーカヌー
- サーフィン
- ブギーボード

### その他
- スパ「モアナ・ラニ・スパ」
- フィットネス・ジム
- 美容室
- ビジネスセンター
- 宴会場（ビーチの目の前でのガーデンパーティーやレセプションも可能である）
- 会議場
- 駐車場（カラカウア大通りをはさんで向かいにある「シェラトン・プリンセス・カイウラニ」と兼用）

なお宿泊客は、同系列ホテルである「ロイヤル・ハワイアン」や「シェラトン・ワイキキ」、「シェラトン・プリンセス・カイウラニ」の施設をルームチャージ扱いで利用することができる。

## 参照項目
- ハワイコールズ
- ラハイナのバニヤン・ツリー